# Gallieniella mygaloides
Gallieniella mygaloides är en spindelart som beskrevs av Jacques Millot 1947. Gallieniella mygaloides ingår i släktet Gallieniella och familjen Gallieniellidae.
Artens utbredningsområde är Madagaskar. Inga underarter finns listade i Catalogue of Life.